# 沃爾特湖 (蘭茨胡特縣)
48°37′41″N 12°21′38″E / 48.62806°N 12.36056°E
沃爾特湖（德語：Wörther See），是德國的湖泊，位於該國東南部，由巴伐利亞州負責管轄，處於蘭茨胡特縣，長0.9公里、寬0.6公里，面積0.38平方公里，最大水深20米。